# Alberto III de Brandeburgo-Salzwedel
Alberto III de Brandeburgo-Salzwedel (h. 1250 - entre 19 de noviembre y 4 de diciembre de 1300) fue un hijo del margrave Otón III y su esposa, Beatriz de Bohemia (o Božena), y cogobernante de Brandeburgo. La rama Brandenburg-Salzwedel de la Casa de Ascania, a la que pertenecía, existió desde 1266 hasta 1317. 
Como un hijo de Otón, estaba autorizado a usar el título de margrave y firmó algunos documentos oficiales, pero nunca llegó a ser más que un cogobernante. El auténtico poder lo ostentaba su primo Otón IV "con la flecha".  Alberto III administró el señorío de Stargard, que Brandeburgo había adquirido de Pomerania en 1236. Alberto III fue desde 1284 el único gobernante de Stargard y Lychen. Después sus hijos Otón y Juan muriesen (alrededor de 1299), Alberto III vendió Stargard a su yerno Enrique II de Mecklemburgo. El tratado de Vietmannsdorf (1304) confirmó que Enrique II como Señor de Stargard y asegurarlo como un feudo de Brandeburgo.
En 1299, un año antes de su muerte, fundó el monasterio cisterciense Coeli Porta ("Puerta del cielo") en Lychen.
Alberto III murió el 3 de diciembre de 1300 y fue inicialmente enterrado en la abadía de Lehnin. En 1309, su cuerpo fue transferido al monasterio de Coeli Porta.  Posteriormente se perdió.

## Matrimonio y descendencia
Alberto III se casó en 1268 con Matilde (m. 1300), una hija del rey Cristóbal I de Dinamarca. Tuvieron los siguientes hijos:
- Otón (antes de 1276 - 1299)
- Juan (m. 1299)
- Beatriz (m. 22 de septiembre de 1314), se casó con el señor Enrique II de Mecklemburgo
- Margarita (m. en 1315, sin descendencia), se casó:
  1. en 1291 con el rey Premislao II de Polonia (1257-1296)
  2. en 1302 con el duque Alberto III de Sajonia-Lauenburgo (m. 1309), cogobernante de Sajonia-Lauenburgo